# Kathedraal van Atri

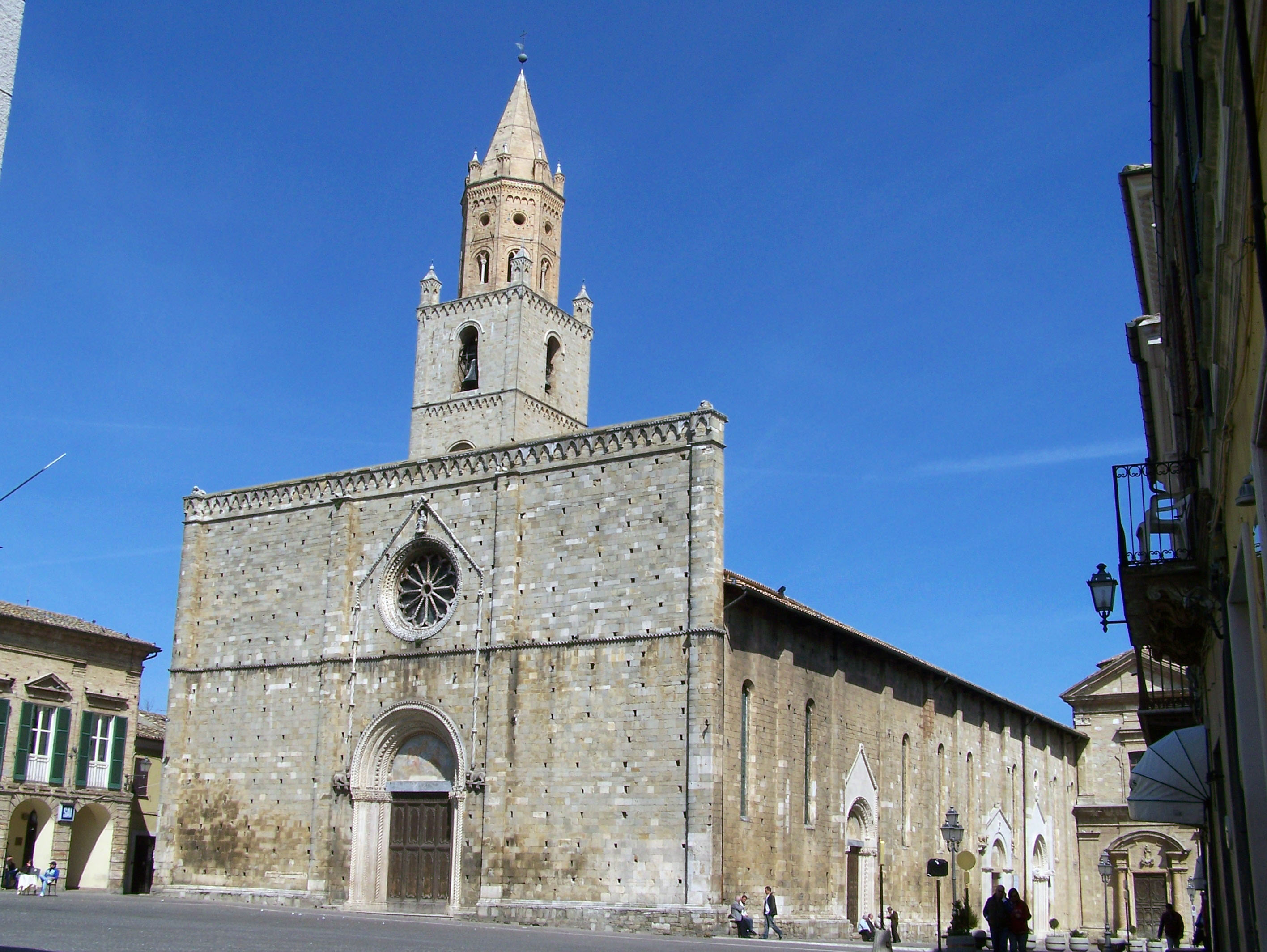
De cokathedraal van Atri

De Kathedraal van Atri of de Santa Maria Assunta, is een kerk in Atri in de provincie Teramo in de Abruzzen.
De kerk was oorspronkelijk de kathedraal van het voormalige bisdom Atri, dat in 1949 werd samengevoegd met dat van Teramo. Sedert die samenvoeging spreekt men van de Basilica concattedrale di Santa Maria Assunta. De kathedraal is sedertdien dus eigenlijk een cokathedraal. Het gebouw werd geklasseerd als Italiaans nationaal monument in 1899.

## Geschiedenis

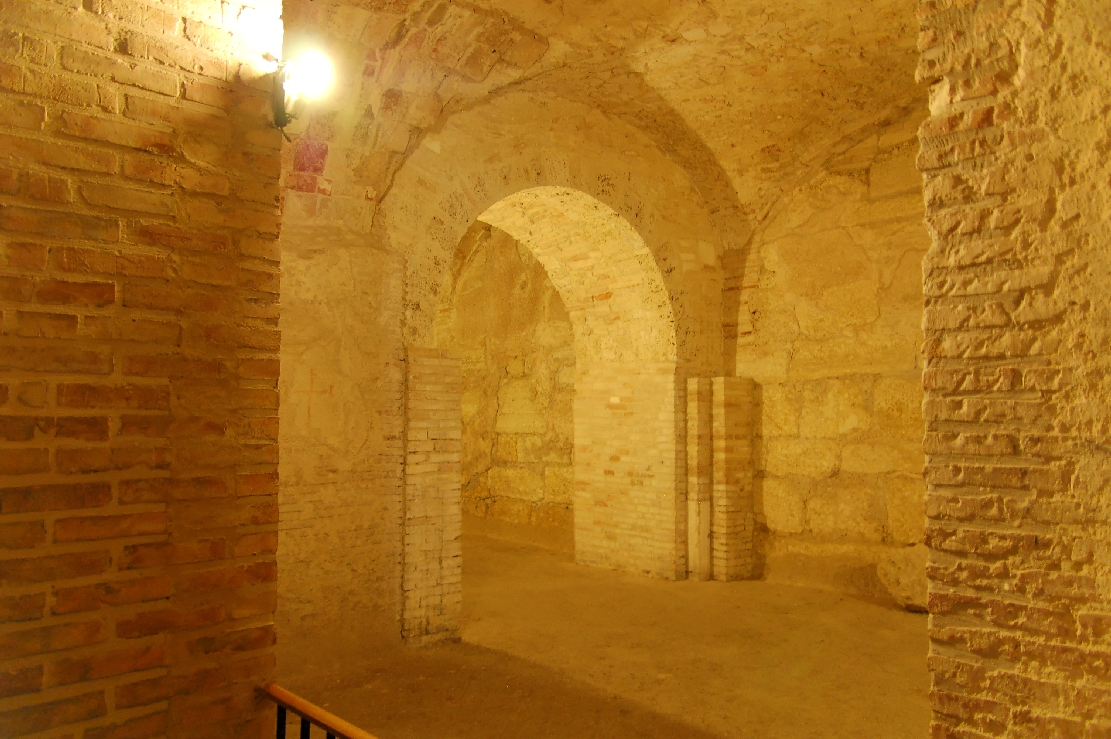
Kathedraal van Atri Crypte: resten uit de Romeinse tijd.

Tijdens de Romeinse tijd, die voor Atri startte in 282 v.Chr.  werd er op de plaats waar nu de kathedraal staat een tempel voor Hercules gebouwd. Daarna kwam er een Romeinse villa en tussen de 1e en 2e eeuw na Chr. werden er thermen gebouwd, waarvan de cisternen, onder de kerk, vandaag nog kunnen bezocht worden. In de 9e eeuw werd op de ruïnes van de thermen, en gebruikmakend van de materialen die uit de ruïnes konden gerecupereerd worden, een kleine preromaanse kerk gebouwd, de Ecclesia de Hatria. Die werd voor het eerst vernoemd in een document van Otto I in 958. Door de bevolkingstoename zag men zich in de 11e eeuw verplicht de kleine kerk af te breken en een nieuwe te bouwen, die even groot was als de huidige kerk, maar lager en met vijf beuken. Er zijn nog resten van die 11e-eeuwse kerk zichtbaar in de huidige cokathedraal.
Tussen de 12e en de 13e eeuw wordt de kerk in diverse documenten en pauselijke bullen vernoemd. In 1223 werd de kerk, die in 1554 samen met de stad door de Noormannen was verwoest heropgebouwd door de cisterciënzers, maar zonder ze te vergroten. Ze werd ingewijd in 1224. Atri werd op 1 april 1251, tijdens het pontificaat van paus Innocentius IV, tot bisdom verheven  en de kerk werd dus een kathedraal. Ze werd opnieuw verbouwd in opdracht van het kapittel van de kanunniken. De werken begonnen in 1260 en de kathedraal was afgewerkt in 1305. De architecten Raimondo del Poggio en Rainaldo d'Atri bouwden een driebeukige kerk, die hoger was dan de voorgaande  en ingewijd werd als de "Santa Maria Assunta". Aan de achthoekige klokkentoren begon men te bouwen in 1305, maar hij werd pas voltooid in 1502 onder de leiding van Antonio da Lodi.

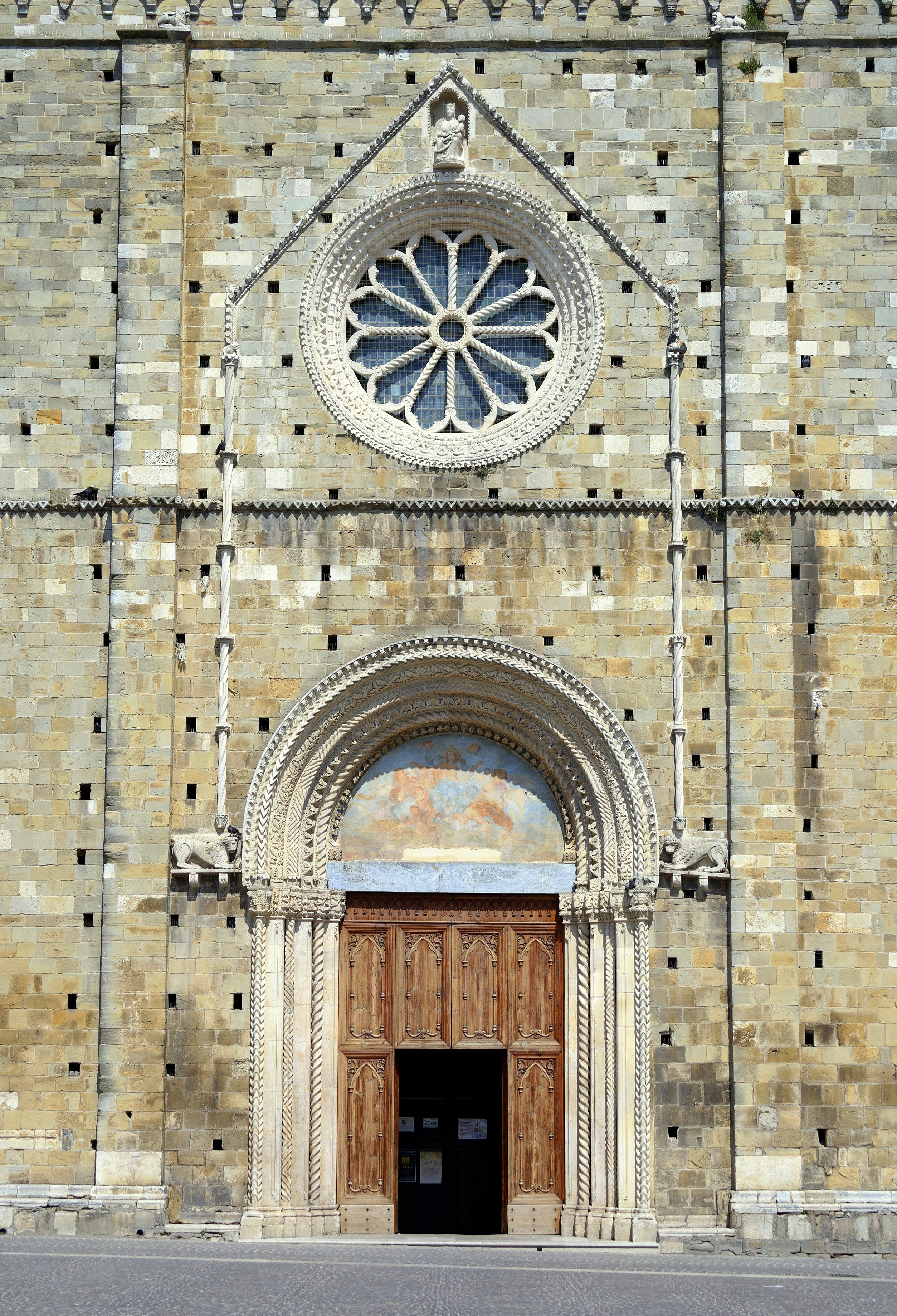
Kathedraal van Atri, portaal in de voorgevel.

## Gebouw
Het gebouw is aan de binnenzijde 56 meter lang en 27 meter breed. Het is verdeeld in drie beuken en de gewelven steunen op zeven pijlers langs elke kant van de beuken.

### Gevel
De kerk heeft een eenvoudige gevel in Istrische witte steen  met een portaal bekroond met een rondboog. Boven het portaal is een roosvenster. De archivolt, kapitelen en pjlers werden gebeeldhouwd door Rainaldo d'Atri en Raimondo di Poggio, die zich lieten inspireren door de traditie in Romeins en Apulisch marmerwerk. Ze creëerden de artistieke stroming de "Atriaanse school" genoemd, die zich gedurende de ganse veertiende eeuw doorzette. Het bovenste frame van de gevel, dat momenteel horizontaal is, was oorspronkelijk een puntgevel, in  gotische stijl; het fronton stortte in door de aardbeving van 1563.

### Rechtse zijgevel
In de rechtse zijgevel bevinden zich zijn drie portalen, die alle drie gedateerd en gesigneerd zijn. Het eerste (links) dateert van 1305 en werd gebouwd door Rainoldo d’Atri. Het is duidelijk gotisch en de mooie boog rust op twee versierde kapitelen. Dit portaal kreeg in 1295, het was toen nog een kleine ingang, van paus Celestinus V, de status van Porta Santa en het daaraan verbonden aflaatregime. In het timpaan zien we een fresco dat de “Kroning van Maria” voorstelt, geschilderd in de stijl van Cimabue.

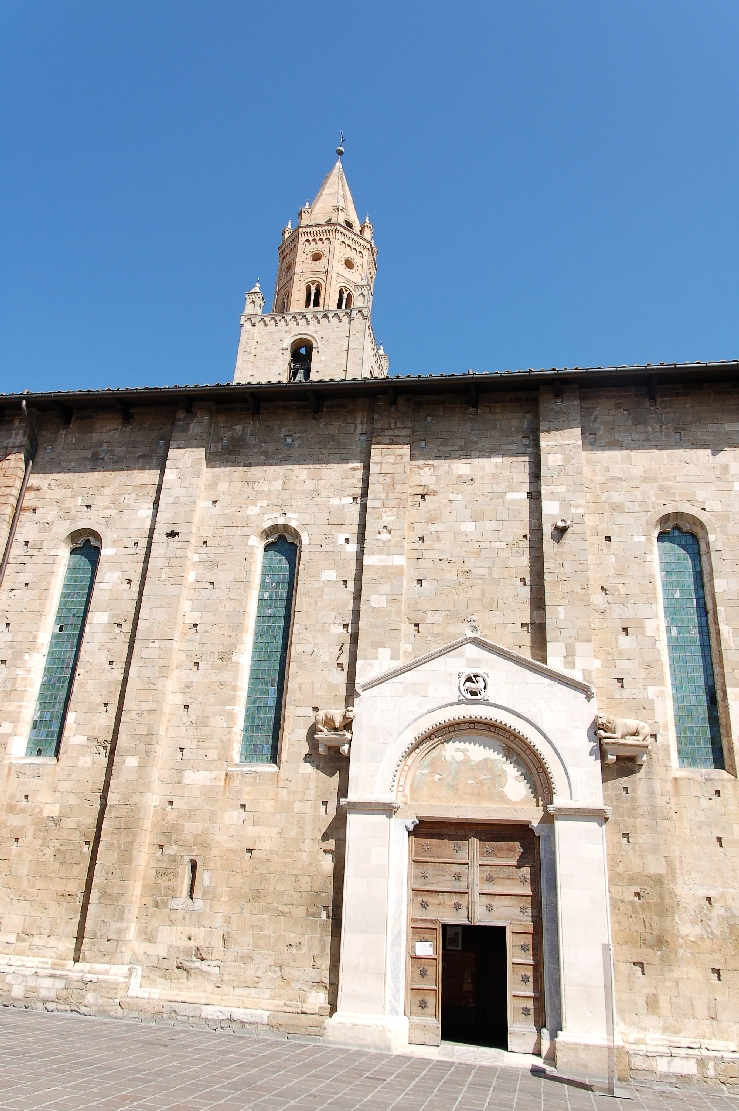
Kathedraal van Atri, middelste portaal in de rechtergevel.

Het middelste portaal werd gebouwd in 1288 door Raimondo da Poggio. Het wordt begrensd door twee vierkante pilasters en symbolisch gesteund door twee leeuwen in romaanse stijl. Boven de rondboog is er een bas-reliëf met in het midden het Lam dat een kruisstaf vasthoudt en op de hoeken lelies. Dit zou verwijzen naar het wapenschild van het huis Anjou dat in die periode over Napels regeerde. Het fresco in het timpaan toonde een "Madonna met Kind tussen twee heiligen". Het is erg verbleekt en beschadigd.
Het derde portaal, het rechtse, is zoals het middelste van de hand van Raimondo di Poggio  en werd gebouwd in 1302. Onder de twee kapitelen die de rondboog dragen, zien we twee leeuwen. De ene is rustig zijn prooi aan het verorberen, de tweede lijkt te brullen en klaar om op jacht te gaan In het timpaan zien we een afbeelding van de "Madonna met Kind tussen de heilige Jacob en de heilige Johannes". Dit fresco is het best bewaarde van de drie.

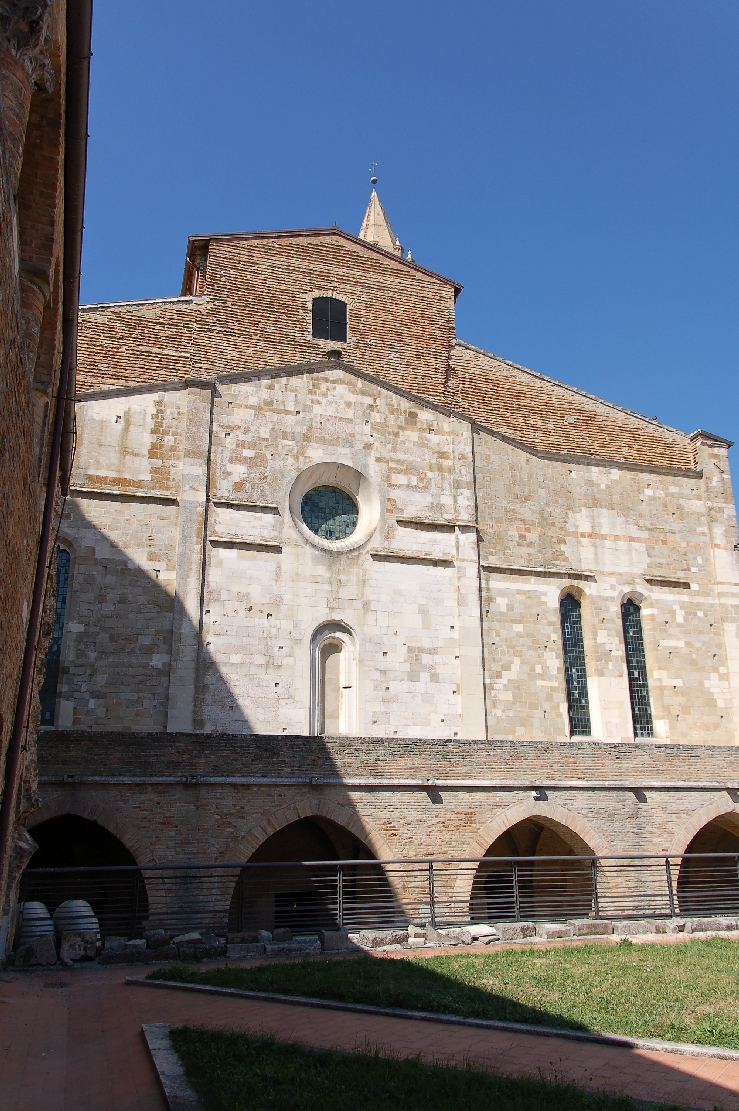
Kathedraal van Atri, achtergevel.

### Achtergevel
De achtergevel van de kathedraal kijkt uit op het klooster dat van de 11e tot de 13e  eeuw naast de kathedraal gebouwd werd door de cisterciënzers. De gevel is vrij opvallend en heeft onder meer enkele vensters die dateren uit de 11e-12e eeuw. Voor de gevel is er een grote open ruimte die vroeger werd ingenomen door de sacristie die gesloopt werd tijdens de restauratie van 1954-1964 om de ramen zichtbaar te maken.

### Klokkentoren
De klokkentoren staat aan de linkerzijde van de basiliek en is gebouwd in dezelfde witte Istrische steen. Hij is 54,5 m hoog en heeft een interne trap met 147 treden. De fundamenten van de toren dateren nog uit de Romeinse tijd. Men begon aan de toren te bouwen in 1252 en het vierkante deel, waarin vier klokken waren opgehangen, was afgewerkt in 1305. Ondertussen telt de toren zeven klokken. Het is een mooi voorbeeld van de romaanse stijl. Het achthoekige gedeelte daarboven werd in 1502 voltooid onder de leiding van Lombardische architect Antonio da Lodi. Van boven op de toren heeft men een prachtig uitzicht op de stad en het land eromheen. In de verte ziet men de Gran Sasso d’Italia, de Adriatische kust en bij zeer helder weer de toppen van de Alpen. De klokken in de toren hebben in de lokale traditie namen gekregen: de “”Borea” voor de klok gericht op het noorden, de klok die naar de zee kijkt in het westen noemt men “la mare”, de op het zuiden gerichte is “la sole” en de oostelijke noemt men “il campanone”.

## Kunstwerken
Van de 14e tot de 17e eeuw werd de kerk verrijkt met een aantal prestigieuze kunstwerken, onder meer dankzij het mecenaat van de familie Acquaviva de hertogen van Atri, en van een aantal bisschoppen. De cokathedraal is vooral bekend voor haar fresco’s. Vanaf de 13e tot in de 17e eeuw werden alle wanden, zolderingen en kolommen van de kerk met fresco’s beschilderd, maar een deel daarvan is verloren gegaan. 
Op de achterzijde van de gevel was een serie fresco’s geschilderd die het leven van Christus op een bevattelijke wijze voor de ongeletterde gelovige voorstelden. De scènes werden van elkaar gescheiden door afbeeldingen van een of meer heiligen. De fresco’s zouden dateren van 1340 en worden toegewezen aan ene Luca d’Atri, die vereenzelvigd wordt met de Meester van Offida, een kunstenaar die lange tijd in de regio Marche, Abruzzo en Basilicata werkte. De stijl van de werken doet aan Giotto denken, met wie deze Luca door zijn tijdgenoten werd vergeleken. Hij was misschien een leerling van Giotto hoewel men tegenwoordig eerder denkt aan Simone Martini als zijn leermeester.

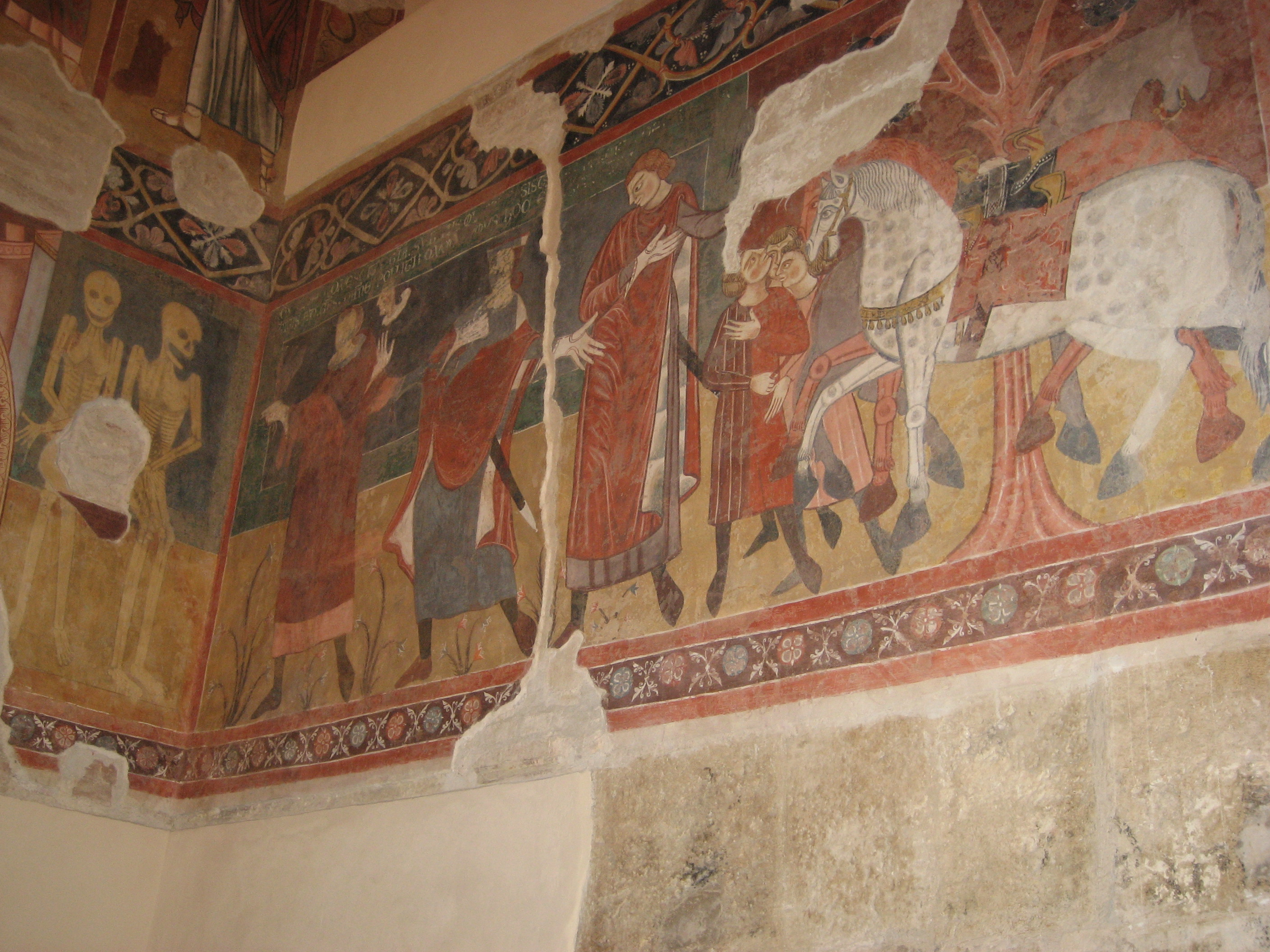
ca. 1260, Kathedraal van Atri, legende van “De drie levenden en de drie doden”.

In de linker beuk vinden we een aantal fresco’s van de 14e tot de 17e eeuw, maar op de muur is alleen het bovenste deel bewaard. De onderzijde werd in 1656 met kalk overschilderd om besmetting door de pest te voorkomen. In de hoek gevormd door de muur en de achtergevel is een zeer oud fresco (ca. 1260) geschilderd, met een afbeelding van de legende van “de drie levenden en de drie doden”.
Ook op de wand van de rechterbeuk zijn een aantal fresco’s bewaard gebleven. Aansluitend aan de binnenkant van de gevel vinden we een afbeelding van een Virgo lactans tussen drie heiligen. Dit fresco dateert van de 14e eeuw en wordt toegeschreven aan de Meester van Offida. Verder vinden we op de muur fresco’s uit de 14e en 15e eeuw die een aantal heiligen voorstellen. Een van de best bewaarde is de Madonna del cardellino (Madonna met de distelvink), eveneens toegeschreven aan de Meester van Offida. Daarna volgen nog een aantal fresco’s uit de 13e en 14e eeuw ook met afbeeldingen van heiligen en de reeks wordt voortgezet na het altaar van “san Nicola dei Sarti” met fresco’s die gemaakt werden in de 15e en 16e eeuw.
In de middenbeuk werden de acht kolommen eveneens met fresco’s beschilderd in de 14e en 15e eeuw.

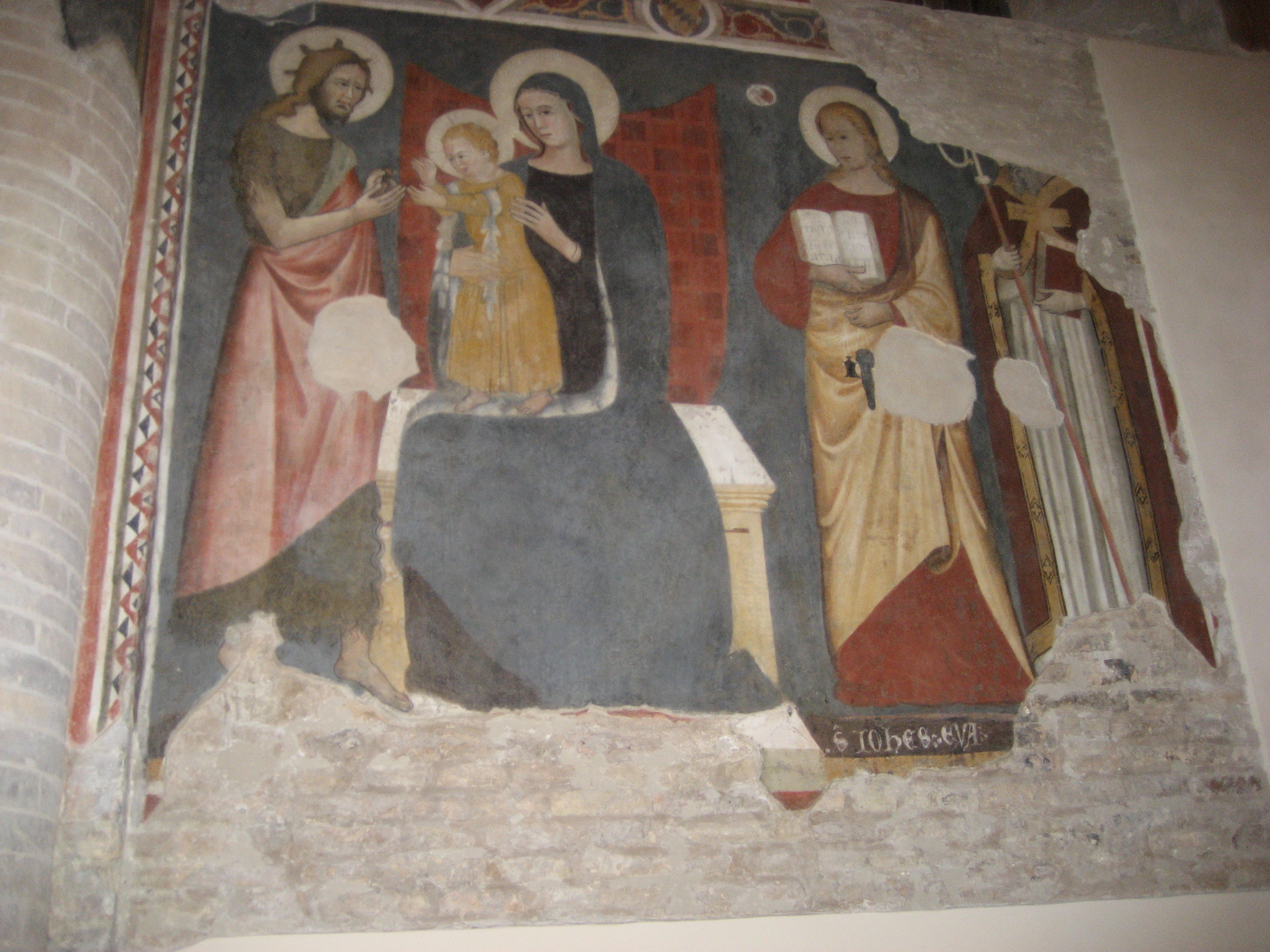
Madonna del Cardellino, Meester van Offida, ca. 1390.

De beroemdste fresco’s in de kathedraal zijn het werk van Andrea de Litio en zijn assistenten. Ze werden tussen 1460 en 1470 geschilderd op de wanden, de kolommen en het plafond van het kanunnikenkoor. Deze 101 fresco’s en paneeltjes zijn het meesterwerk van deze schilder en horen bij de bijzonderste artistieke producties van centraal en zuidelijk Italië. Andrea de Litio was een van de grote kunstenaars uit de Italiaanse renaissance, hoewel zijn opleiding bij de Maestro del Trittico di Beffi geleid heeft tot gotische accenten die hier en daar in zijn werken zijn terug te vinden. Op de wanden staan er fresco’s over het leven van Maria en Jezus (22 taferelen) en op de kolommen zijn verschillende heiligen afgebeeld. Op het plafond vinden we afbeeldingen van de evangelisten, de kerkvaders en de kardinale en theologische deugden alles van de hand van Andrea de Litio. De fresco’s op het plafond werden gerealiseerd tussen 1480 en 1481. In de twee series is duidelijk de evolutie in de stijl van de meester te zien, waarbij die op het plafond sterker aanleunen bij de renaissance stijl dan die op de zijwanden.

## Galerij

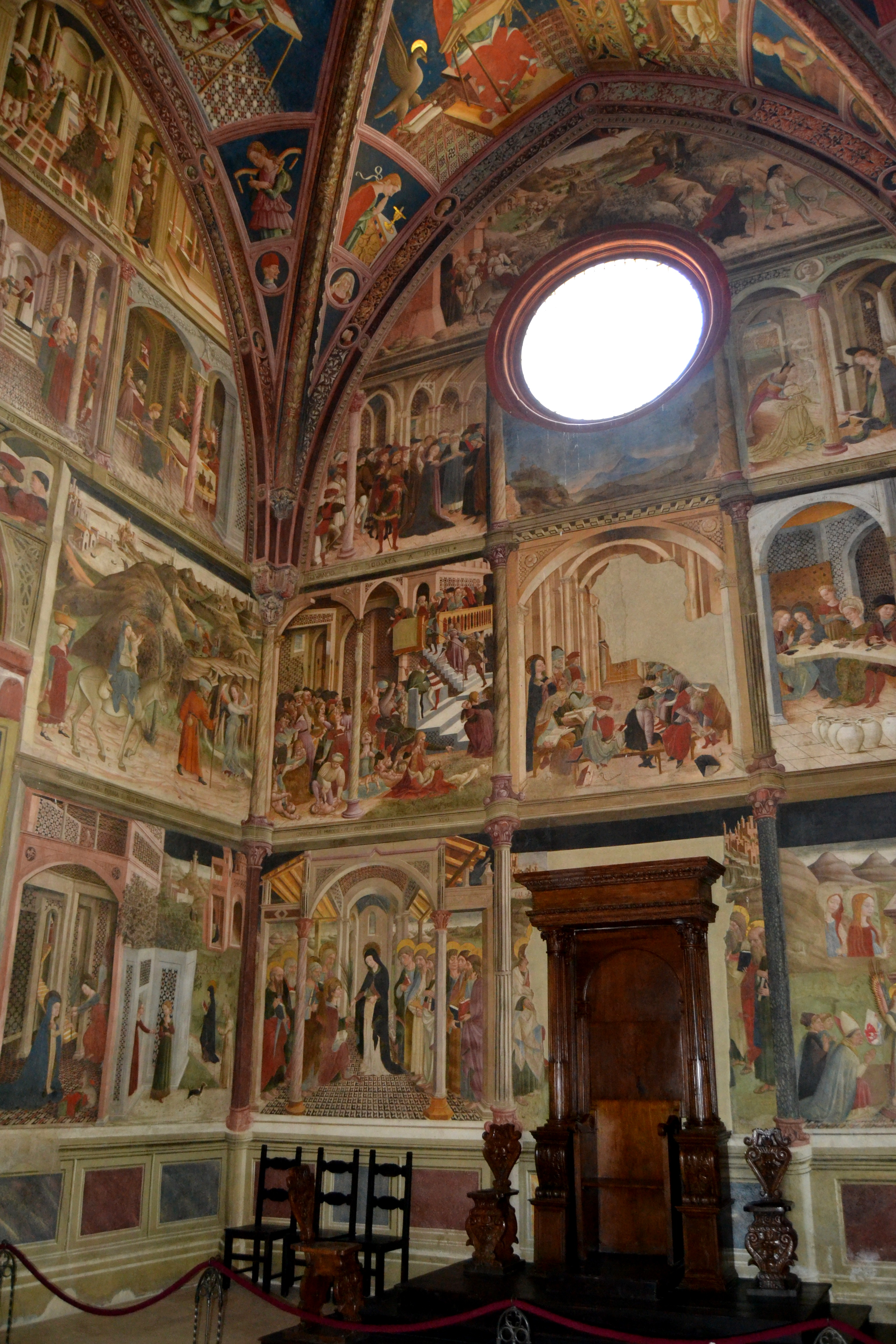
Zicht op het koor
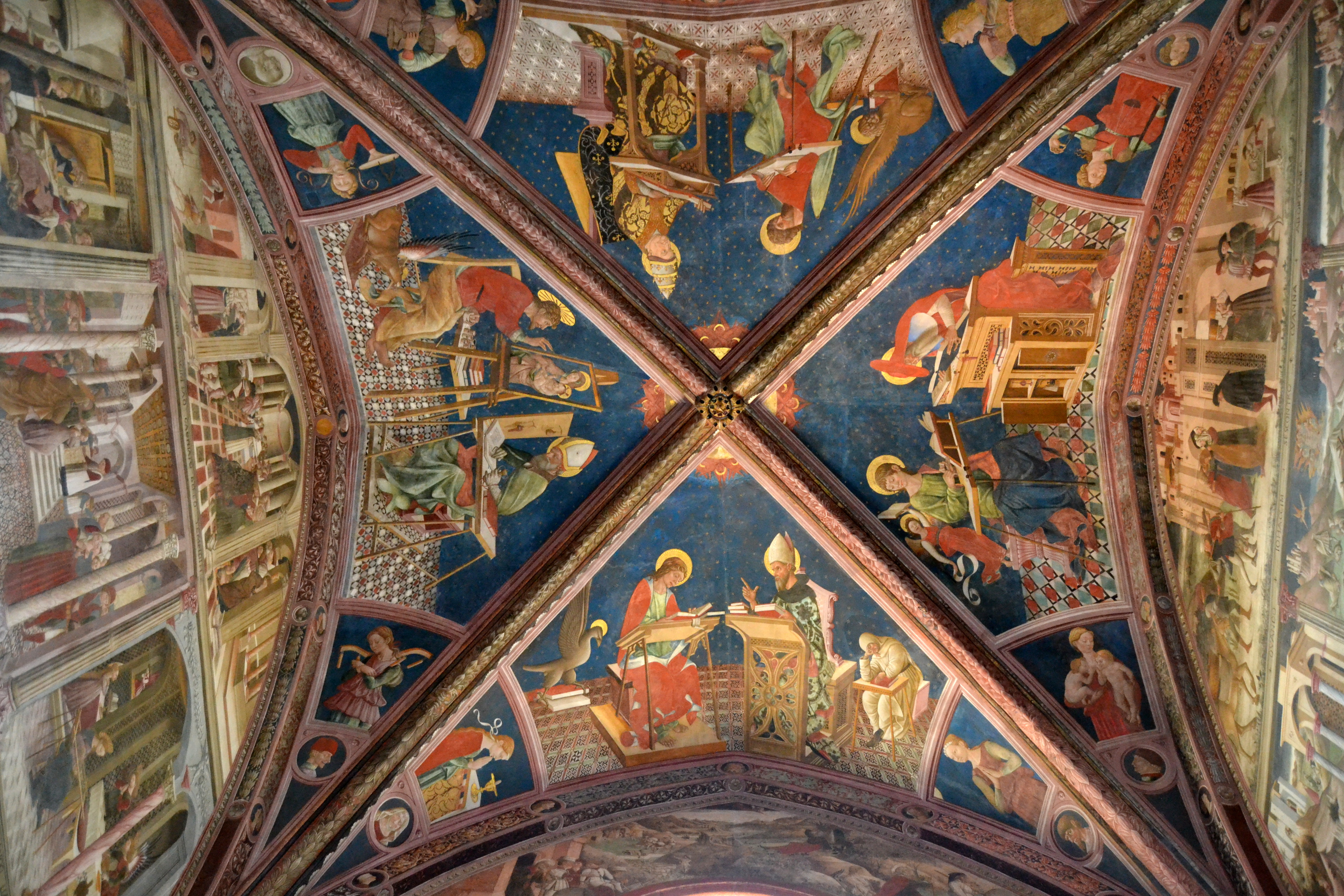
Plafond van het koor
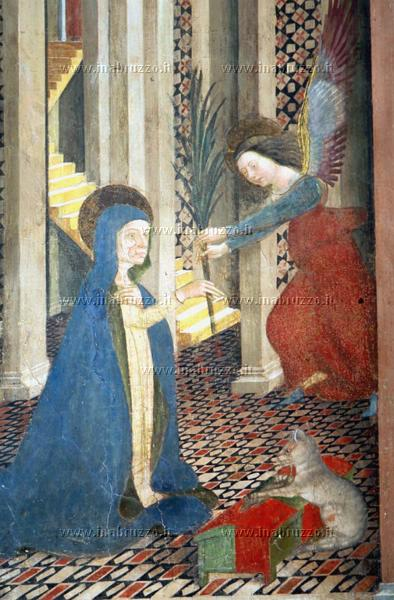
Annunciatie
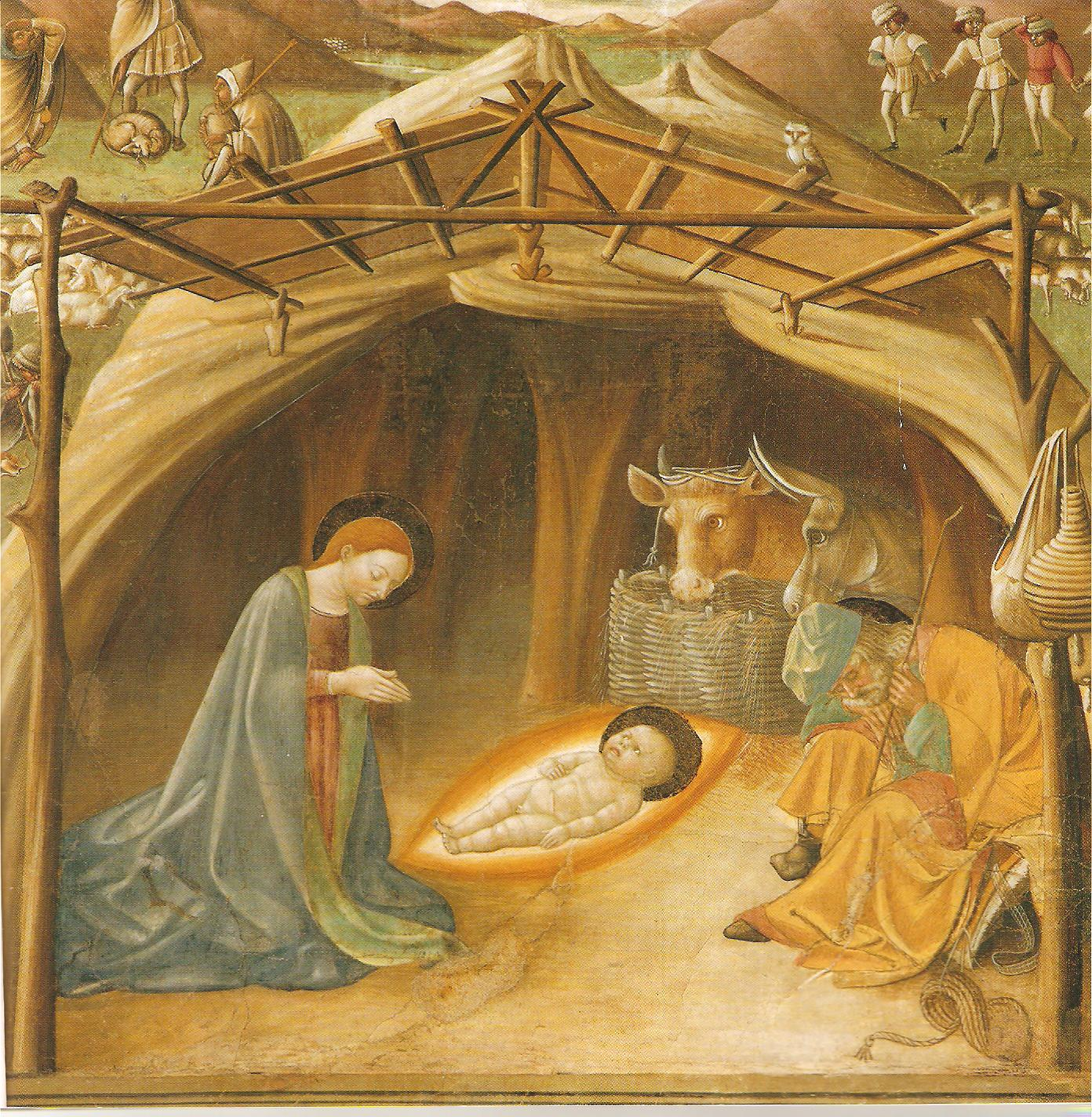
Geboorte van Jezus
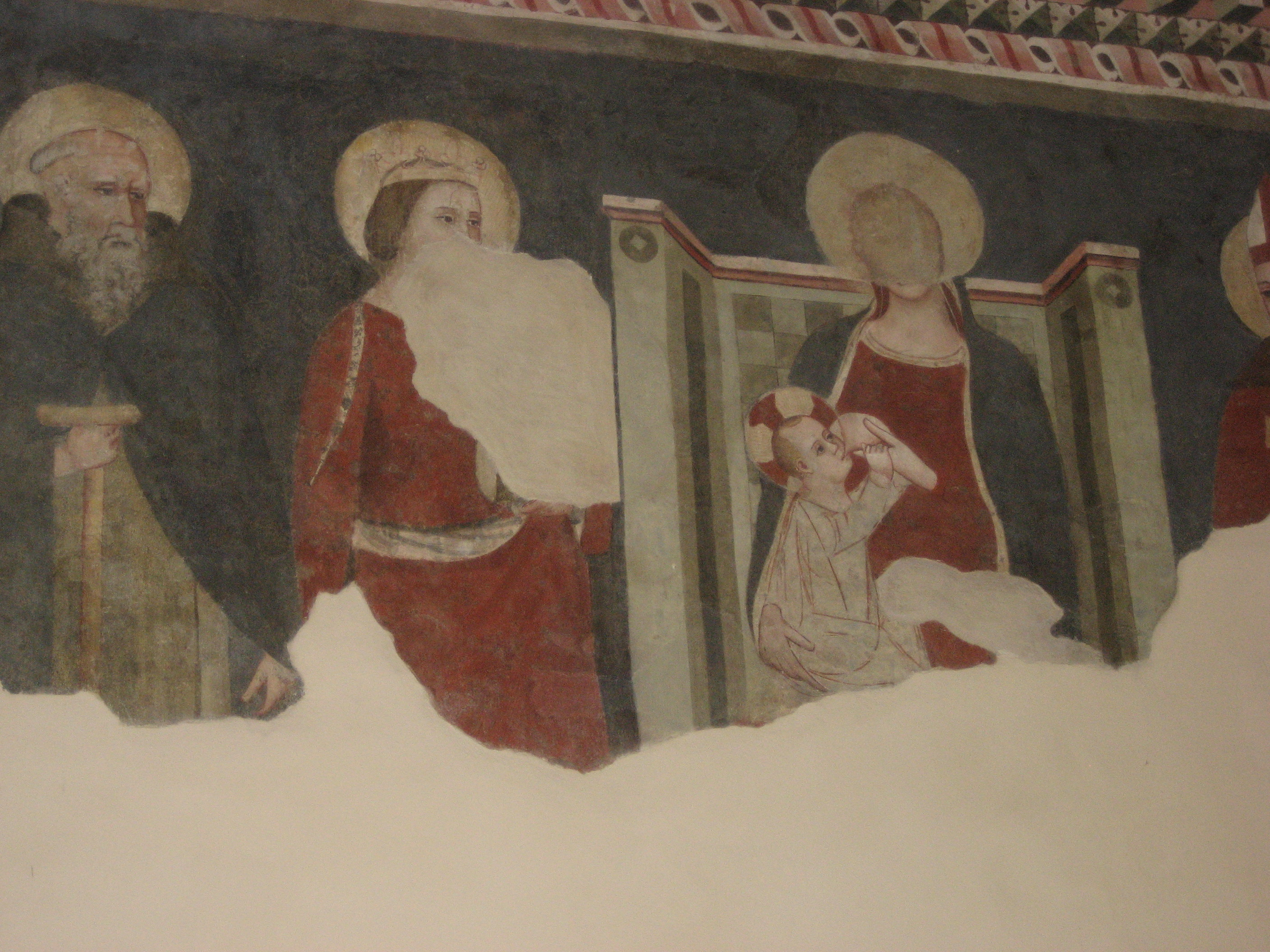
Maria Lactans
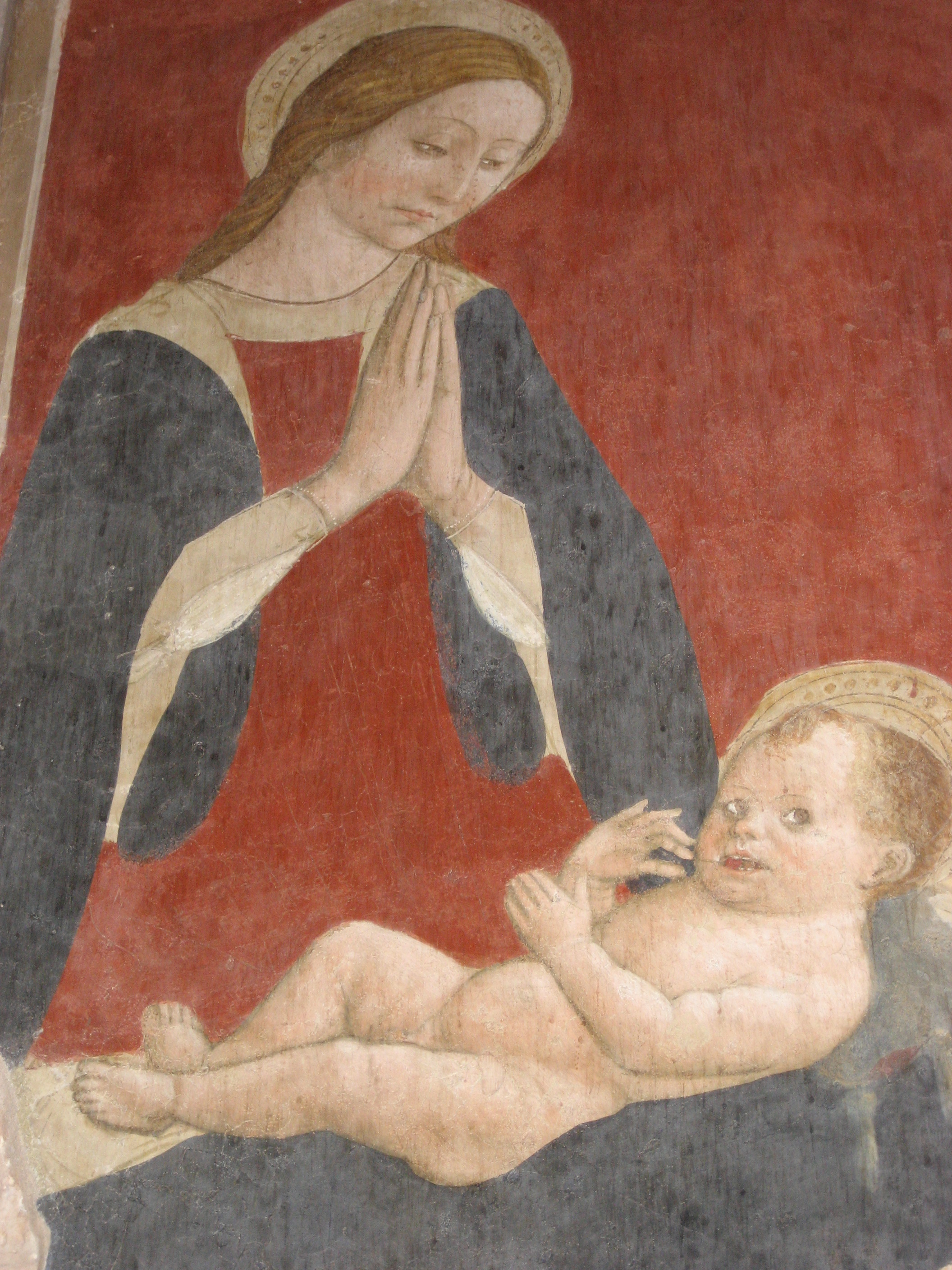
Madonna met kind
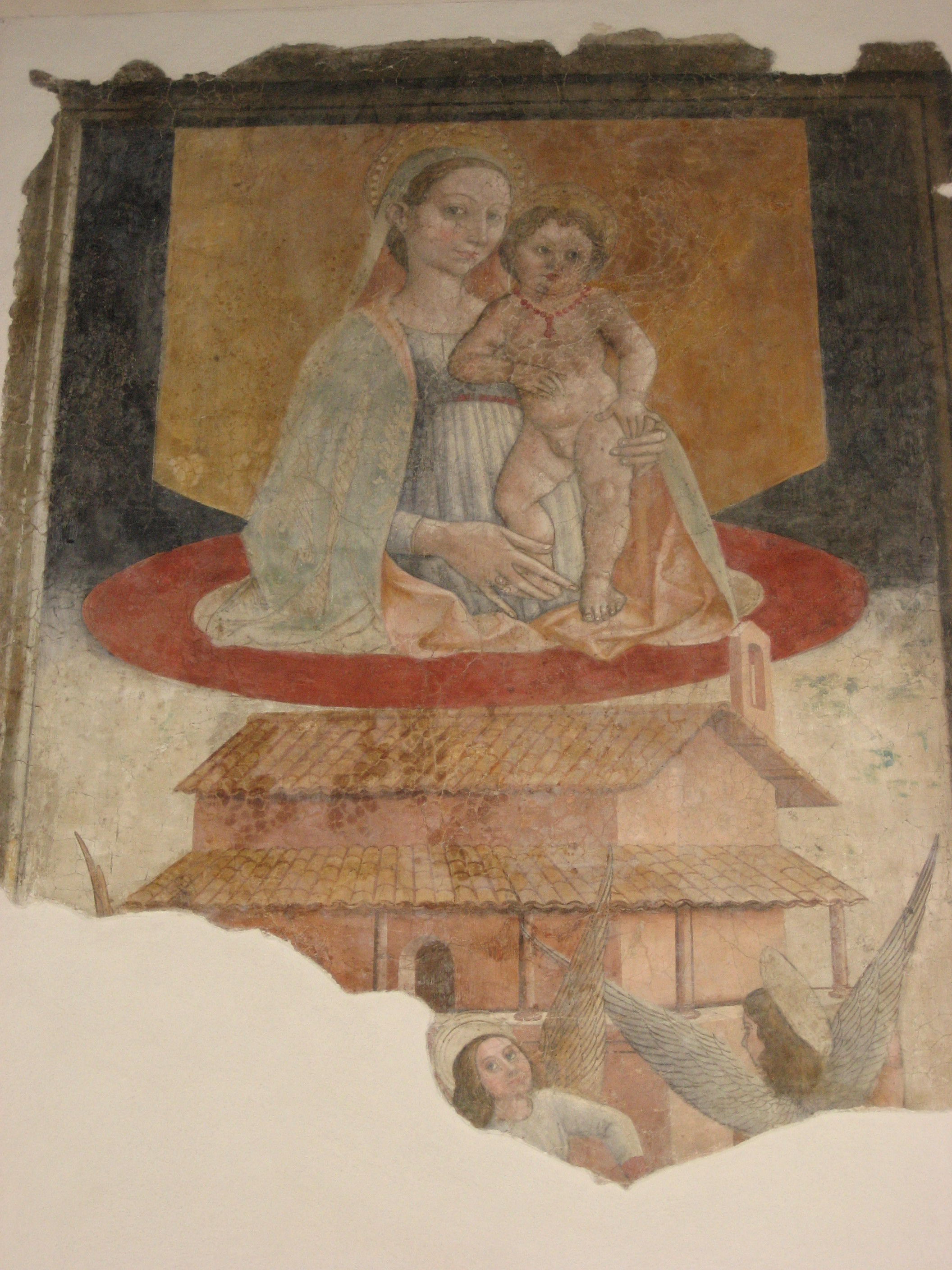
Madonna van Loreto
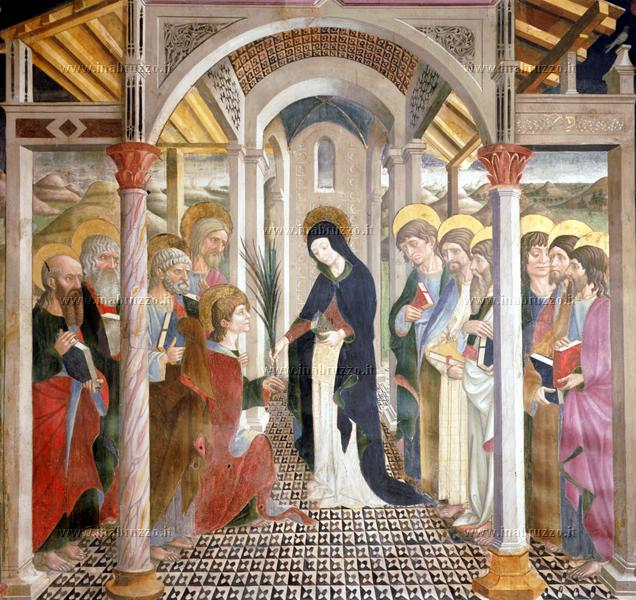
Maria neemt afscheid van de apostelen
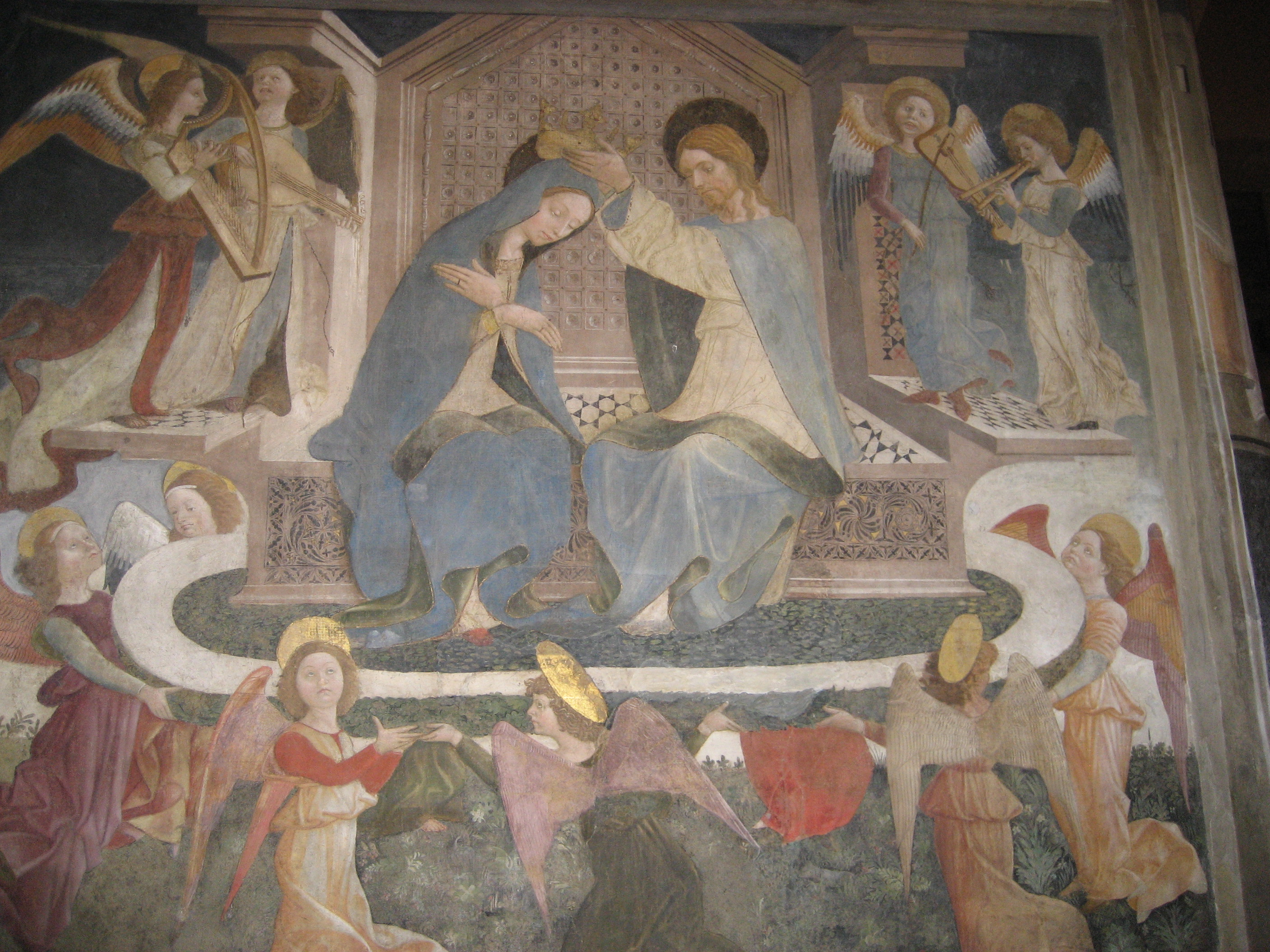
De kroning van Maria
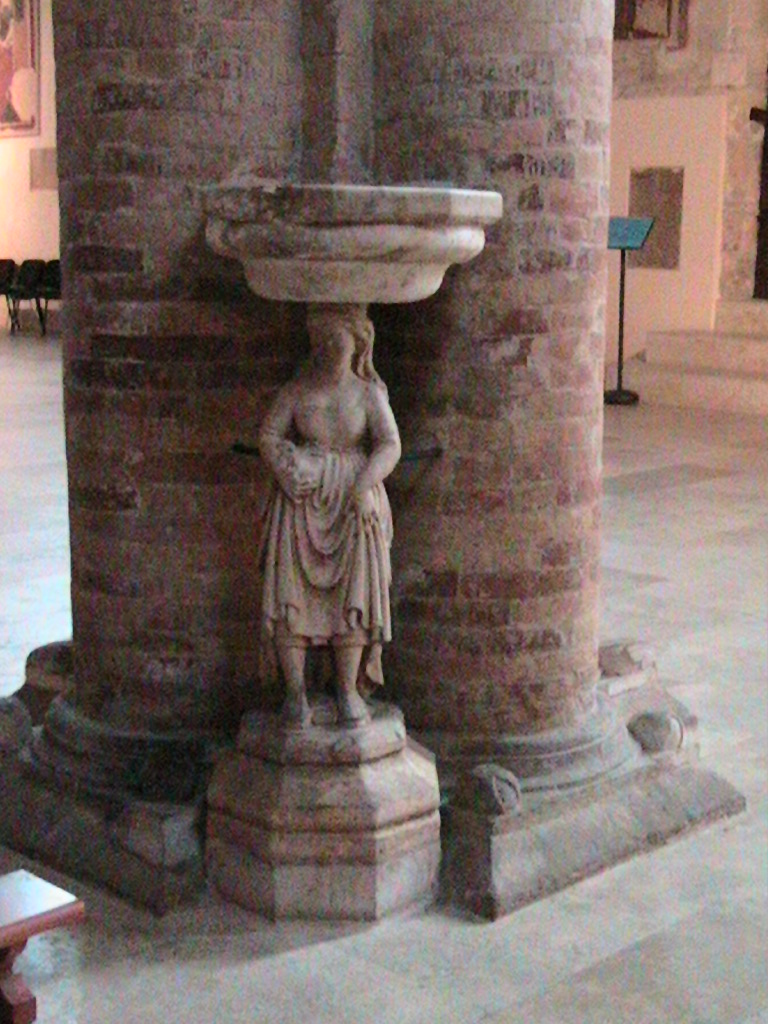
Wijwatervat
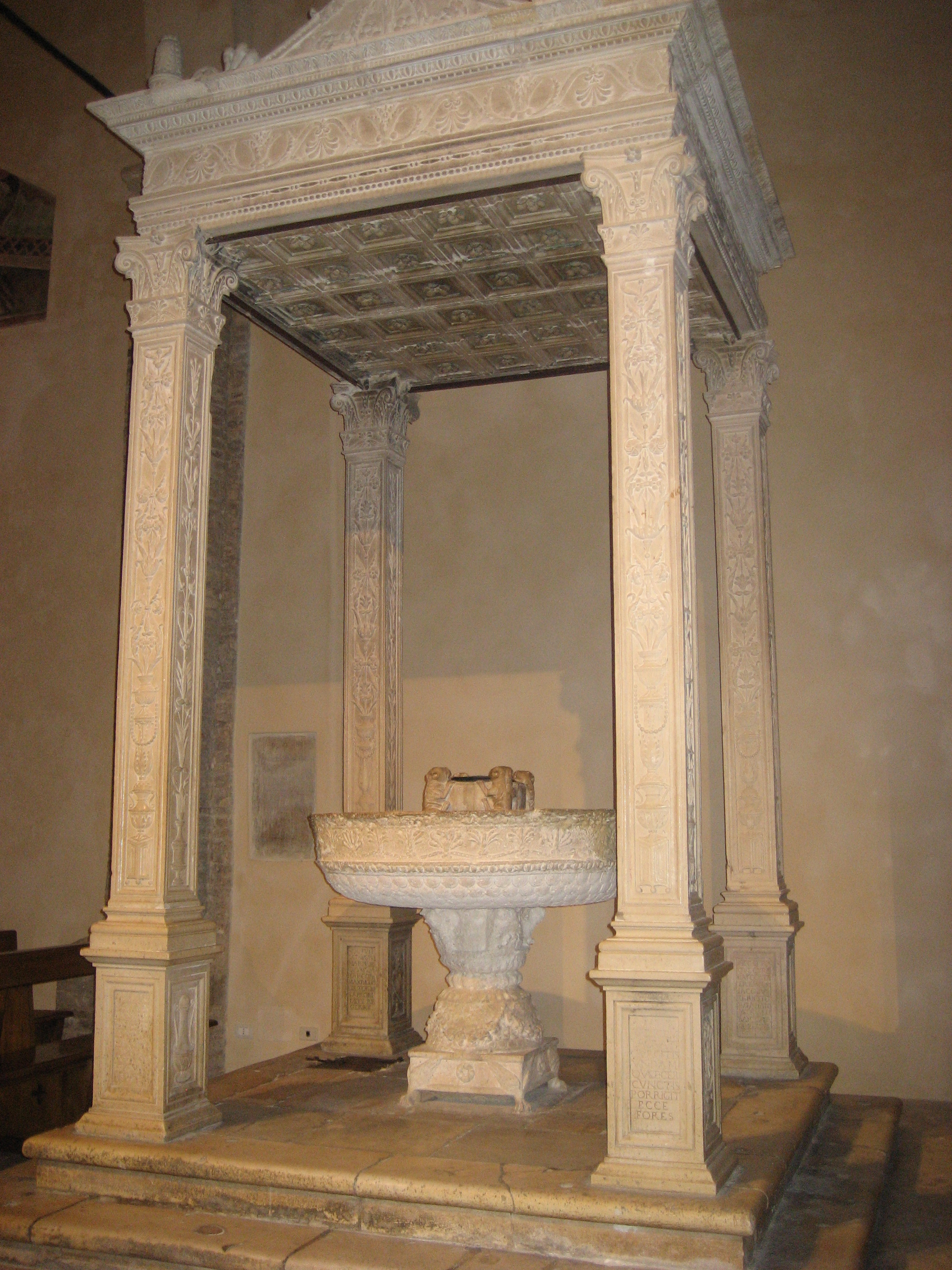
Doopvont van Paolo de Garviis